# Montastraea cavernosa
Montastraea cavernosa ist eine Steinkoralle (Scleractinia). Wie die meisten Steinkorallen sind es Kolonien, die aus vielen Tausenden Einzelpolypen bestehen. Ein einzelner Polyp kann einen Durchmesser von zwölf Millimeter erreichen, Montastraea cavernosa gehört zu den Großpolypigen Steinkorallen. Die Gesamtkolonie wächst kuppelförmig und kann zwei Meter hoch werden.

## Verbreitung
Montastraea cavernosa lebt im tropischen westlichen Atlantik, bei den Bahamas, in der Karibik und entlang der Küste Brasiliens bis Rio de Janeiro. In der Karibik ist sie eine der wichtigsten riffbauenden Korallen. Außerdem gibt es noch eine Population im östlichen Atlantik, bei den Inseln im Golf von Guinea. Die Koralle wächst in Tiefen von einem bis 90 Metern. Im Süden des Verbreitungsgebietes erreichen die Kolonien nur noch Durchmesser von einem Meter und bilden krustenartige Überzüge auf Felsen.